# Youth Bulge

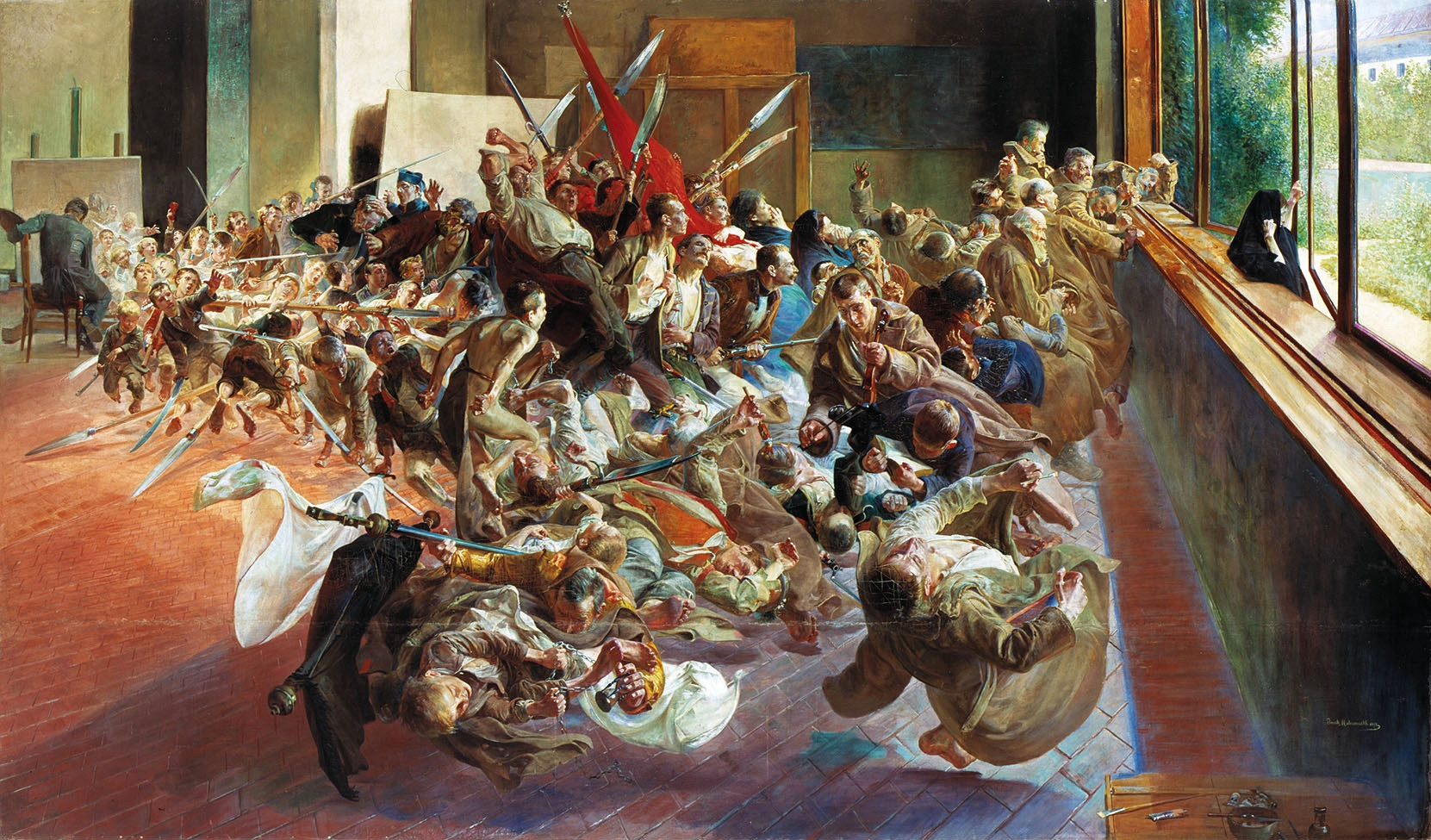
Jacek Malczewskis Gemälde Melancholia versinnbildlicht nach Meinung Gunnar Heinsohns das Konfliktpotential überproportional schnell anwachsender männlicher Bevölkerungsteile

Jugendüberschuss oder Youth Bulge ist ein von Gary Fuller 1995 erstmals verwendeter Begriff, der die überproportionale Ausstülpung (bulge) der demografischen Alterspyramide in einer Gesellschaft bezeichnet. Nach Fuller liegt ein youth bulge überall dort vor, wo die 15- bis 24-Jährigen mindestens 20 Prozent, oder die 0- bis 15-Jährigen mindestens 30 Prozent der Gesamtgesellschaft ausmachen.

## Vertreter

Zahl der Kinder pro Frau in einer Weltkarte zur Geburtenrate im CIA World Factbook 2015

Der französische Konfliktforscher Gaston Bouthoul vermutete schon früh, dass ein hoher Anteil junger Menschen an der Bevölkerung ursächlich für kriegerische Auseinandersetzungen ist. Er bezeichnete den demographischen Faktor als ein grundlegendes Strukturelement kollektiver Aggressivität und stellt die These auf, dass das gesellschaftliche Phänomen des Krieges dem sozialen Bedürfnis der Auslese entspricht. Bouthoul spricht in diesem Zusammenhang von einer Wiederherstellung eines „demographischen Gleichgewichts“, wobei dieser Begriff nicht erläutert wird.
Während Bouthoul im Krieg eine biologische Notwendigkeit sieht, machen andere Autoren wie der norwegische Friedensforscher Henrik Urdal den zentralen Grund für wachsende Gewaltbereitschaft an der begrenzten Aufnahmefähigkeit des Arbeitsmarktes fest: Gerade die Kombination aus starkem Jugendanteil und schwacher Ökonomie fördere nach empirischen Untersuchungen Kriege. Diese Faktoren seien außerdem mit einem schwachen politischen System korreliert. Bei einer starken Jugendkohorte verstärkten sich also Verteilungskämpfe um gesellschaftliche Stellungen, in denen viele leer ausgehen. Erfahrungen mit Arbeitslosigkeit und mangelnden Zukunftsaussichten sind in einer solchen Gesellschaft verbreitet und führen zu Enttäuschung und Frustration. Kommt hierzu noch mangelnde politische Einflussmöglichkeit oder eine Bildungsexpansion bei gleichzeitigem Stellenmangel, sinken die Opportunitätskosten, an gewaltsamen Auseinandersetzungen teilzunehmen. Wenn es nun keine anderen Alternativen gibt, ist Gewalt in verschiedener Form eine ernst zu nehmende Alternative, um dem sogenannten Flaschenhalsphänomen zu entrinnen.
Nach Gunnar Heinsohn entstehen durch youth bulges die Voraussetzungen für Bürgerkrieg, Völkermord, Imperialismus und Terrorismus. Wenn große Teile der männlichen Jugend zwar ausreichend ernährt sind, aber keine Aussicht haben, eine angemessene Position in der Gesellschaft zu finden, stehe ihnen als einziger Weg die Gewalt offen: „Um Brot wird gebettelt. Getötet wird für Status und Macht.“ Politische Herrscher, so Heinsohn, bedienten sich dieser demografischen Charakteristik der Bevölkerung, wie z. B. der ägyptische Staatspräsident Nasser im Abnutzungskrieg. Andererseits sei in Europa vom Ende des 15. Jahrhunderts an die Geburtenkontrolle unter Todesstrafe gestellt worden und damit – nach Heinsohn – ein Gewaltpotential geschaffen, das erst den Aufstieg Europas ermöglichte und in der Folge zur europäischen Eroberung weiter Teile der bekannten Welt führte. Über Jahrhunderte gab es in Europa Geburtenraten wie im heutigen Pakistan oder Afghanistan.